# Маньковка
Манько́вка (укр. Маньківка) — посёлок в Уманском районе Черкасской области Украины, в 7 км от железнодорожной станции Поташ (на линии Христиновка — Цветково), в 11 км от автострады Киев — Одесса.

## Физико-географическая характеристика
Посёлок. Районный центр, находится в западной части Черкасской области, в 200 километрах от областного центра г. Черкассы и от столицы, в 5 километрах от железнодорожной станции Поташ и 12 км от автотрассы Одесса — Киев — Санкт-Петербург, в Умань — 30 км. Высота над уровнем моря составляет от 180 до 265 метров.

## Население

### Языковой состав
Родной язык населения по данным переписи 2001 года:
| Язык       | Численность, чел. | Доля     |
| ---------- | ----------------- | -------- |
| Украинский | 8 391             | 97,62 %  |
| Русский    | 181               | 2,11 %   |
| Другое     | 24                | 0,27 %   |
| Итого      | 8 596             | 100,00 % |

## История
Маньковка была основана в начале семнадцатого века. С середины XIV века и до 1569 года Уманщина, была захвачена литовскими феодалами. Землю края пытались много раз завоевать крымские татары. Они грабили и жгли сёла, уводили в плен и продавали на ярмарках крымских городов местное население. Набеги крымских татар разоряли население края.
Жители Правобережной Украины испытали много горя от опустошительных ударов и тирании османов, которые совершали набеги более 45 раз. В 1674 году Маньковку сожгли турки, истребив всё население. Чтобы в дальнейшем более успешно обороняться от опасного врага, манькивчане поставили вокруг города — на севере, юге, западе и востоке 4 башни (Стражницы). На башнях летом и зимой, в любую погоду стояли дозорные. В случае опасности они зажигали смолу, клали курище. Этими сигналами дозорные оповещали, что к Маньковке приближаются враги.
В случае опасности жители бежали в лес через подземные ходы. Такие ходы были вырыты в XV—XVI веках. Они берут своё начало от реки Манькивки и тянутся на северо-восток, на восток и на юго-восток.
Река Маньковка протекает с юго-запада на северо-восток между улицами Ватутина (бывшая Черниговская) и Калинина (бывшая Длинная). На восточном берегу реки Манькивки был глубокий овраг и обрывы, а дальше — непроходимый лес. Именно в этом овраге берут начало подземные ходы.
Подземные ходы играли большую роль для жителей Манькивки. Захватчики, входя в город, были озадачены и долго не знали, где скрывается население. Спустя десятиления эти ходы стали непригодными для использования и сейчас являются историческим воспоминанием о прошлом.
Из многочисленных версий о происхождении названия населённого пункта наиболее вероятным является происхождение от корня Манька, что означает «левая рука». Поселение находилось слева от большого пути, или же к нему нужно было добираться окольными путями. Не исключено, что оно первоначально могло быть связано с именем гетмана Речи Посполитой Марцина Калиновского. В архивных документах оно также называется Меловое. В 1609 году отец гетмана В. Калиновский получил в собственность так называемую Уманскую пустыню, после чего край стал интенсивно заселяться.
На одной из древних карт, которую датируют 1613 годом, между Уманью и буками обозначено город «Мацхивка». Однако точная датировка этой карты не установлена. Древнейший достоверный документ с упоминанием о Маньковке относится к 1622 году. За несколько лет поселение приросло почти тысячью жилых домов. В правление гетмана Марцина Калиновского это поселение стало одним из крупнейших городов Украины. Здесь было немало красивых архитектурных сооружений, особенно поражал путешественников дворец Калиновского, построенный из прочного огнеупорного полированного дуба.
Однако магнаты жестоко эксплуатировали крестьян. В 1648 году маньковчан поддержало освободительное народное движение во главе с Богданом Хмельницким. На месте была образована Маньковская казацкая сотня с административным сотенным центром. Местные казаки в составе Уманского полка принимали участие во многих военных баталиях. В середине семнадцатого века Маньковка имела три линии укреплений и три крепости. За городом находился монастырь, где принял постриг в монахи сын Богдана Хмельницкого и его преемник на гетманство Юрий Хмельницкий.
Зимой 1655 года при Дрижипольськой военной компании Маньковка была ограблена и сожжена польскими войсками. Но им не удалось захватить Маньковский замок, оборону которого возглавляли выдающиеся казацкие полководцы Иван Богун и Михаил Зеленский. Однако после этих погромов маньковчане не смогли вновь отстроить так величественно свой город. А после татаро-турецкой агрессии в 1674 году этот населённый пункт долгие десятилетия лежал в руинах. В 1675 году в Маньковке знаменитый кошевой атаман Иван Сирко разбил двухтысячный отряд ордынцев. Постепенно сюда стали возвращаться люди. Однако в середине восемнадцатого века количество населения Маньковки едва превышало полторы тысячи человек.
В 1715 году на месте прежней православной церкви, разрушенной татарами, заложен и освящён уманским протопопом Дионисия Гайдученським церковь святого Архистратига Михаила. В 1726 году Маньковка стала собственностью Сергея Потоцкого.
Около 1740 года в городке освящена церковь Преображения Господня. В том же году, как свидетельствуют архивные источники, в «Маньковский приходе было имеющихся 1105 дворов и хат».
1 февраля 1766 года: запись Ф. С. Потоцкого, сына С. Потоцкого о Маньковский поместье: «Также в фонде приобщается к названному поместье Монастырек под Маньковка в моих дачных владениях, принадлежащих к Уманской волости, так же с подданными и корчемный арендой, прудами, лесами согласно специальной карты, составленной и его милостью господином Ромеро, ограниченный на той карте знаками, и специальным инвентарём тех деревень, полностью описанных комиссаром со всеми их пожитками».
В 1768 году в Маньковке насчитывалось 191 хозяйство, а в 1783 году — было уже 284 дома. В результате второго раздела Польши Маньковка вошла в Российскую империю. К тому времени здесь проживало около 2600 человек. В 1834 году Лаврентий Похилевич в своих «Сказание …» записывает: «Маньковка, село главное во втором округе военных поселений Киевской губернии, при ручье того же имени, впадающем в Тикич за местечком Иванькою. Маньковка очень хорошо обустроена: улицы прямые, все дома поселян по плану. Казённые строения каменные. Жителей обоего пола: православных 2550, иноверцев до 40… Церковь в Маньковке каменная, во имя Преображення Господня, построена на счёт казны в 1854 году на место прежней деревянной. Штатом полагается при ней, кроме священника и причетников дияков; земли имеет 36 десятин. Жалованья притчу назначено 308 рублей. Причём на причт возложена обязанность давать уроки в приходской школе».
С 1838 по 1858 годы при введении военных поселений Маньковка стала окружным центром. В то время перестроен весь населённый пункт. Все сельские дома были разрушены и построены новые, под линии сделали прорези на улице. В 1838 году Маньковка стала военным поселением: здесь расположилась вторая сотня Киево-Подольского округа со вторым штабом гусарского полка, взводом кавалерии и волостной управы. Здесь был возведён 14 казарм и 12 — вспомогательных помещений. Началось перепланировка улиц и созданы новые: Красная, Черниговская,Офицерская, Рабочая, Николаевская, Михайловская, Длинная. В этот период открылось центральное кладбище (сегодня в районе ул. Чапаева, Садовая, Мичурина), на котором правом погребения пользовались офицеры, священнослужители и другие привилегированные слои населения.
В 1840 году в военном городке создана школа кантонистов, где учились дети поселенцев. Ученики носили специальную одежду, вместе с родителями овладевали военную профессию. Школа готовила унтер-офицеров для военного поселения: все дети в возрасте от 7 до 18 лет считались кантонистами, которых после завершения учёбы отдавали на 20 лет службы. В 1858 году школа и военное поселение были ликвидированы. В 1872 году по переписи в Маньковке проживало 1437 человек.
В 1875 году в Маньковке дислоцировался 1-й дивизион Гусарского Ахтырского полка.
Во второй половине девятнадцатого и начале двадцатого века Маньковка была волостным центром. С 1923 года он реорганизован в район. С тех пор два раза Маньковский район ликвидировался и возобновлялся вновь. В 1930—1935 и в 1964 годах Маньковка входила в состав Буцкого и Жашковского районов. На рубеже 1960-х годов в состав Маньковского района помимо всех населённых пунктов нынешнего административного деления входило ещё целый ряд деревень, среди которых были Соколовка, Косенивка, Старые Бабани. 1 января 1965 года Маньковка получила статус посёлка городского типа и снова стала райцентром. Маньковский район имеет 765 квадратных километров. В него входит 31 населённый пункт.
В 1876 году начала работать двухклассная школа министерства народного образования с пятилетним обучением, где обучалось 100 учащихся и работало 7 учителей. Во втором классе дети изучали арифметику, историю, русский язык, географию, естествознание и Закон Божий.
В 1900 году в Маньковке насчитывалось 892 двора с населением 4266 человек. Здесь действовало 2 церкви, еврейский молитвенный дом, больница; было две масличные, 14 — ветряных и 2 — водяные мельницы и кузница. Каждую среду проходили «торжки». Ставки принадлежали владельцам — Богданову и Хльобас.
В 1905 году в селе Маньковке Уманского уезда Киевской губернии использовалось 5352 десятины земли, количество дворов было 937. В 1910 году открыто четырёхклассное училище, которое разместилось в частном доме. В 1912 году земство построило помещение для школы с трёхлетним сроком обучения. На 50 учеников был один учитель.
В 1913 году в селе Маньковке было населения 4156 человек, действовали земская больница и аптека, четырёхклассное городское училище и двухклассное училище. Продажу товаров осуществляли магазины «бакалея», зализоскобьяни товары, мануфактура (3), две винные лавки — # 481 и # 482, услуги предоставляли парикмахерская, три мастерские портных, два — лесопромышленников. Есть в поселении склад сельскохозяйственных орудий. Каждый вторник проходят ярмарки.
20 февраля 1918 году в Маньковке провозглашена Советская власть. В 1923 году Маньковка становится райцентром Уманского округа. В 1930—1935 годах Маньковка входит в состав Буцкого района. В 1935 году в Маньковке восстановлен райцентр. В этом же году стала выходить районная газета, открыта средняя школа.
Так получилось, что 7 марта 1918 года началась первая немецкая оккупация и в этот же день, но 1944 года был освобождён уже от немецких фашистов. В тот день поблизости от Маньковки разгорелось крупное танковое сражение. С обеих сторон здесь сошлось более сотни бронированных машин. Советские танкисты во главе с генерал-лейтенантом С. И. Богдановым получили блестящую победу. Враг потерял около пятидесяти танков.
Эта битва была решающей в Уманско-Ботошанской операции, в ходе которой советскими войсками командовал маршал Советского Союза И. С. Конев. Его штаб находился на Маньковской железнодорожной станции Поташ. Однако в советские времена о славной танковой победе старались не вспоминать. Причиной, очевидно, было нежелание разглашать о трагических последствиях январского окружение в этом крае целого ряда советских дивизий. С большим трудом, превозмогая новый голод, маньковчане отстроили разрушенные войной поселения. Местная артель была одной из ведущих на Украине по производству молока. Её успехи широко освещались на выставке достижений народного хозяйства в столице республики. Маньковка имеет около 4,5 тысячи гектаров сельскохозяйственных угодий и пашни. Здесь выращивается пшеница, сахарная свёкла, другие сельскохозяйственные культуры.
С 1434 гектаров Маньковских лесов около половины площади занимает дуб, четверть — граб. Также там растёт немало ясеня, липы, берёзы. Хвойные породы встречаются редко. Среди травянистых растений много лекарственных, в частности валериана, ландыш, лесная земляника. Районный центр украшает аллея дубов, возраст которых составляет около ста лет. На территории земель Маньковки, в урочище Стрелолист на площади 2 гектара находится государственный энтомологический заказник — поселения редких насекомых — энтомофагов.

## Инфраструктура
В экономике посёлка и всего района значительную роль играют два кирпичных, механический и молочный заводы, пищевой и бытовой комбинаты, производственное объединение райагропром-механизации, передвижная механизированная колонна, инкубаторная станция. Здесь работает тепличный комплекс, хлебозавод, фабрика детской игрушки, станция технического обслуживания, заправочные станции и очистные сооружения. Построено генеральный газораспределительный пункт и газифицировано райцентр. Установлена цифровая телефонная станция. Создан целый ряд крестьянско-фермерских хозяйств.
Районный центр имеет больницу, поликлинику, санэпидемстанцию, санаторий «Аквадар». В Маньковке есть две общеобразовательные школы, на базе одной из которых[какой?] открыта гимназия. В посёлке действует учебно-производственный комбинат, где старшеклассники из многих школ района осваивают различные специальности. Здесь есть детская школа искусств, спортивная школа, стадион, районный Дом культуры, клуб, кинотеатр, районная библиотека, музей общества краеведов, гостиница,  и отделения банка «Аваль» и «Приват-Банка». Здесь находятся редакции газет «Маньковская новости».

## Культура
В центре Маньковки установлены памятники Т. Г. Шевченко, бронзовый бюст уроженцa края, выдающегося лётчика, дважды Героя Социалистического труда Б. П. Бугаева. Здесь есть монумент Славы, установленный на Братской могиле павших в годы Великой Отечественной войне и обелиск Славы павшим в годы гражданской войны, памятник жертвам Чернобыльской катастрофы. На кладбищах установлены памятные знаки многочисленным жертвам голодомора 1932—1933 годов. При въезде в посёлок со стороны села Иваньки сооружён памятный знак памяти жертв фашистского расстрела группы людей еврейской национальности. При въезде в райцентр со стороны железнодорожной станции стоит памятник — один из первых тракторов, которым здесь обрабатывали землю.
На территории Маньковки обнаружены остатки 6 поселений трипольской, 6 — эпохи бронзы и 4 — черняховской археологической культур.

## Персоналии
В Маньковке в 1870 году родился известный украинский композитор Александр Тихонович Дзбановский. Здесь родился и похоронен известный далеко за пределами страны атаман Деомент Петрович Казаков.